# Texala, Puebla
Texala är en ort i Mexiko.   Den ligger i kommunen Vicente Guerrero och delstaten Puebla, i den sydöstra delen av landet, 220 km öster om huvudstaden Mexico City. Texala ligger 2 713 meter över havet och antalet invånare är 113.
Terrängen runt Texala är huvudsakligen kuperad, men åt sydväst är den bergig. Runt Texala är det ganska tätbefolkat, med 83 invånare per kvadratkilometer. Närmaste större samhälle är Ajalpan, 19,9 km söder om Texala. I omgivningarna runt Texala växer i huvudsak blandskog.